# リオン・ウェア
リオン・ウェア（Leon Ware、1940年2月16日 - 2017年2月23日）はアメリカ合衆国・デトロイト出身のソウル・R&B歌手、作曲家、プロデューサーである。メロウでロマンティックな楽曲を作り、官能的な音楽世界を表現した。

## 経歴
幼い頃から教会の聖歌隊で歌っており、11歳の頃にはThe Romeosなるドゥーワップ・グループに参加する（このグループにはモータウンの作曲家チーム、ラモント・ドジャーも在籍した）。彼はABCレコードで作曲家、編曲家として働いた。その後モータウンに加入し、作曲家としてマーサ&ザ・ヴァンデラス、アイズレー・ブラザーズ、ジャクソン5などに楽曲を提供するようになった。1972年にマイケル・ジャクソンへ提供した「ボクはキミのマスコット」はR&Bチャートで2位を獲得し、その後のキャリアの発展の契機となった。
1970年代中期以降はクインシー・ジョーンズ、シリータ （スティーヴィー・ワンダーの元妻）、ミニー・リパートン、メリサ・マンチェスターらの作品に歌手として、作曲家として、またプロデューサーとしても関わるようになる。特に知られているのがマーヴィン・ゲイのアルバム『アイ・ウォント・ユー』の制作である。元々はウェア自身のソロ・アルバムに収録するつもりでデモ・レコーディングしていた曲「アイ・ウォント・ユー」を、ゲイがいたく気に入り、最終的にアルバム全体の共同制作へ発展したものであった。
また、マックスウェルなどの若手歌手とのコラボレートで活躍していたほか、それらの活動と同時にコンスタントにソロアルバムを制作発表し、パフォーマーとしてステージに立っていた。2008年には復活したスタックス・レコードに移り、アルバム『Moon Ride』を発表。
2017年2月23日、レオン・ウェアは、カリフォルニア州マリナ・デル・レイの自宅で、前立腺がんの合併症により77歳で死去した。

## ディスコグラフィ
- The Education of Sonny Carson （Paramount, 1971年）
- Leon Ware （United Artists, 1972年）
- Musical Massage （Motown, 1976年）
- Inside Is Love （Fabulous, 1979年）
- Rockin' You Eternally （Elektra, 1981年）
- Leon Ware （邦題：『夜の恋人たち』) (Elektra, 1982年）
- Undercover （Sling Shot, 1987年）
- Taste the Love （Expansion, 1995年）
- Musical Massage (with Additional Unreleased Material) （Expansion, 2001年）
- Candlelight (with Don Grusin) （Expansion, 2001年）
- Love's Drippin' （Kitchen Records, 2003年）
- Deeper （Blues Interaction Inc Japan, 2003年）
- A Kiss in the Sand （Kitchen Records, 2004年）
- Moon Ride （Stax Records, 2008年）
- Sigh  (Kitchen Records, 2014年）